# Exeter Chiefs
L'Exeter Chiefs Rugby Club è un club professionistico di rugby a 15 di Exeter, città del Regno Unito nella contea del Devon.
La formazione iniziale risale al 1871, la partita prima registrata dell'Exeter Rugby Club fu giocata il 26 ottobre 1873.
Una grossa trasformazione dell'Exeter Rugby è avvenuta nel momento in cui il rugby inglese è diventato professionista alla fine del 1990. Venne quindi creata una struttura di società a responsabilità limitata.
Milita, dalla stagione 2010-11, nella massima divisione rugbistica inglese, la Aviva Premiership, dopo la promozione conseguita nel 2009-10.
Fondato nel 1871, il club è divenuto professionistico nel 1997, anno da cui ha militato ininterrottamente in seconda divisione (National Division One, oggi RFU Championship) fino alla promozione in Premiership avvenuta nel 2010.
Il club disputa le sue gare interne al Sandy Park di Exeter (12 500 posti), e i suoi giocatori vestono un'uniforme completamente nera.

## Titoli
- Premiership: 2
2016-17, 2019-20
- Champions Cup: 1
2019-20
- Coppe Anglo-Gallesi: 3
2013-14, 2017-18, 2022-23

## Giocatori celebri
I seguenti giocatori hanno rappresentato la loro nazionale alla Coppa del Mondo di rugby mentre giocavano per Exeter:
- 2003:  Richard Liddington,  Siaosi Vaili,  Opeta Palepoi
- 2011:  Gonzalo Camacho,  Junior Poluleuligaga,  Craig Mitchell
- 2015:  Geoff Parling,  Jack Nowell,  Henry Slade,  Tomas Francis,  Chrysander Botha,  Elvis Taione,  Michele Campagnaro
- 2019:  Luke Cowan-Dickie,  Jack Nowell,  Henry Slade,  Stuart Hogg,  Nic White,  Tomas Francis
- 2023:  Dafydd Jenkins,  Christ Tshiunza,  Nika Abuladze.